# Софийски международен панаир на книгата
Софийският международен панаир на книгата е най-големият годишен форум на съвременното българско книгоиздаване.

## История

### 1968 – 1989 г.
Традицията на международните изложби на книгата в София започва с разпореждането на Министерския съвет на Народна република България от 21 декември 1967 г. „За организиране на Международната изложба – панаир на книгата“ поради необходимост от разширяване на контактите. София е петият европейски град, който става домакин на книжен форум на международно равнище след Лайпциг, Варшава, Франкфурт на Майн и Белград.
Всичките издания на международния книжен панаир в България преминават под девиза „Книгата в служба на мира, прогреса и дружбата между народите“ и се провеждат в зала „Фестивална“, а организатор е агенция „Изложби и панаири на книгата“ към Комитета по печата и обединение „Българска книга и печат“, а организационните задължения са поверени на специално създадения подготвителен комитет. Първите изложби – панаири на книгата, се провеждат през октомври и ноември. През 1973 г. събитието е през септември, а от 1982 до 1988 г. форумите са през май и юни.
Първата международна изложба панаир на книгата е от 6 до 13 октомври 1968 г. и има огромен успех. Включват се 400 издателства от 18 страни, представени от 40 издателски организации и книготърговски фирми. Изложени са над 12 500 заглавия, 2500 от които са български.
Постепенно броят на страните, които участват в международните изложби на книги в София, нараства, като през 1972 г. гостите идват от 4 континента – Европа, Азия, Африка и Америка. Редовна и най-активна гостуваща държава е СССР, сред гостите са също ГДР, Франция, Румъния, Чехословакия, Англия, САЩ, Югославия, Швейцария, Австрия, Нидерландия, Белгия. През 1969 г. се включват Тунис, Пакистан, Ирландия, Ливан, ОАР, през 1972 г. към участващите се присъединяват ДРВ, Куба, САЩ, Япония, Индия, Афганистан, през 1975 г. – Португалия, Ирак, Мароко и Судан, а през 1981 г. – Судан и Нигерия. Така през 1986 г. са регистрирани рекорден брой гостуващи държави – 47.
В рамките на международните панаири са проведени стотици културни мероприятия, като 1100-годишнината от създаването на славянската писменост (в изданието от 1969 г.), 250-годишнината от рождението на Паисий Хилендарски (изданието от 1972 г.), 1300-годишнината от създаването на българската държава (1981 г.), но със специални експозиции са отбелязани и политически събития, като 100-годишнината от рождението на Ленин, 25 години от социалистическата революция в България, 90-годишнината от рождението на Георги Димитров, 50-годишнината от създаването на СССР. Панаирната програма още от самото начало през 1968 г. включва конкурс за най-добре издадена книга на български автор в чужбина, а от 1980 г. – и конкурса „Консилио манукве“ („С разум и ръка“) за най-добър плакат. Последното издание на панаира в този формат е през май 1988 г.

### 1990-те години
С падането на политическия режим и преминаването към пазарна икономика форумът „Международна изложба на книгата“ спира да се провежда. От 11 до 16 октомври 1990 г. е организиран Първият национален панаир на книгата от Министерството на културата, ИК „Ведрина“, учредения същата година Съюз на издателите в България и от Съюза на книгоразпространителите. Първоначалната идея да бъде проведен международен панаир на книгата през юни отпада поради недостиг на финансови средства.
Подновяването му е през 1993 г., когато във форума се включват над 170 издателства и 12 държави – Германия, Франция, Великобритания, Словакия, Русия, Румъния, Япония, Турция, Македония, Полша и Албания. Поставя се началото на традицията международните панаири на книгата да се провеждат в Националния дворец на културата. На откриването речи произнасят Блага Димитрова и Валери Петров. По време на изданието от 1993 г. се случва важно събитие за българското книгоиздаване – на 20 ноември е учредена Асоциация на българските книгоиздатели, в която се включват около 100 български държавни и частни издателства. Целта на организацията е да защитава издателската дейност и да работи за по-добри условия за книжния сектор. В следващите издания на книжните панаири Асоциацията е активен, а след време и основен организатор. Международните панаири да се провеждат през година и се редуват с национални/коледни.
През 1995 г. в рамките на месец май по настояване на българските издателства се провеждат и международен, и коледен панаир. Международният панаир регистрира повишаване на броя на участниците в сравнение с 1993 г. – над 200 български, немски, английски, руски, македонски, френски и други издателства и книгоразпространителски фирми. Форумът преминава под честването на 100-годишнината на киното и дори съвпада с „Киномания“, а в културната му програма са включени прожекции и дискусии. По идея на списание „Полиграфия“ Асоциацията на българските книгоиздатели започва да връчва награда за най-добре издадена книга. За първи път форумът заема първите три етажа на НДК. Организатори са Асоциацията на българските книгоиздатели, Центърът за книги при Министерството на културата и Националният дворец на културата. Международният панаир на книгата за първи път има директор от Центъра за книгата при Министерството на културата.
През 1997 г. от 19 до 23 ноември се провежда третото издание на подновения през 1993 г. международен панаир на книгата. Включват се близо 400 издателства от България, Германия, Франция, Холандия, Полша, Турция, Румъния, Македония, Кипър, Египет, които излагат продукцията си на площ от 1200 m².
Дни преди панаира през 1998 г. се случва събитие от голямо значение за българското книгоиздаване – на 17 ноември в НДК е проведена Първата национална конференция за книгата. Участниците настояват Министерството на културата да създаде и оглави нов орган, наречен Национален съвет за книгата. Той трябва да предложи адекватна национална политика за книгата, да хармонизира европейското и българското законодателство по отношение на книгоиздаването и книжната продукция и да съблюдава за спазването на реда, да работи за намаляване на ДДС за книгите, да създаде Национална програма за насърчаване на грамотността и четенето, да спомага за навлизането на дигиталните технологии в сектора.
Следващият международен панаир се провежда от 17 до 21 ноември 1999 г., а участие в него вземат 180 български и 320 чуждестранни издателства. Постепенно панаирът придобива все по-голямо значение и главни действащи политически фигури не само откриват, но и посещават като читатели книжния форум.

### ХХІ век
2000 г.
В рамките на Коледния панаир на книгата през 2000 г. пред посетителите е демонстрирана услугата Print-On-Demand – революционна печатарска практика, която означава печат при поискване и позволява на издателите да връщат живота на книги с изчерпан тираж. През тази година е регистрирано рязко увеличение на издаваната литература от български автори. През 90-те години се предлагат и търсят най-вече преводни заглавия, докато през 2000 г. съотношението е почти еднакво. Справката за 2002 г. сочи, че от 7000 издадени заглавия през годината 4000 са на български автори.
2001 г.
Международният панаир на книгата през 2001 г. събира под един покрив около 150 наши и 350 чужди издателства от Германия, Франция, Англия, Турция, Гърция, Румъния, Македония. Голям принос към организацията и културната програма имат Френският културен институт и Гьоте институт. Специален гост на панаира е княгиня Карла Ройо-Вилянова, съпруга на княз Кубрат Панагюрски (син на Симеон Сакскобургготски), която представя книгата си „Майка, тя е само една“. Асоциацията продължава да дава ежегодната си награда за най-добре издадена книга. Новост за това издание е, че по проект на Националния център за книгата, финансиран от Министерството на културата, сто студенти с отличен успех получават ваучер, с които да си закупят книги. Тази инициатива продължава и през 2002 и 2006 г.
2003 г.
Международният панаир на книгата през 2003 г. минава под мотото „Книги за ценители“. В него вземат участие 500 представени издателства, от които 350 са чуждестранни от 13 страни. За първи път присъстват Иран и Китай. Събитието става по-привлекателно за международните участници. Въпреки че панаирът на книгата през 2004 г. не е международен, в него се включват петима международни издатели.
2004 г.
Коледният панаир на книгата през 2004 г. е белязан от десетки премиери на български автори. В рамките на това издание Асоциация „Българска книга“ чества своята 10-а годишнина (учредена като Асоциация на българските книгоиздатели на 20 ноември 1993 г. в НДК).
2005 г.
На Международния панаир на книгата през 2005 г. от 14 до 18 декември по инициатива на АБК стартира програмата „Четяща България“ с дарителска кампания, целяща да подпомогне пострадалите от наводнения читалища и библиотеки в страната. На 8 декември Асоциацията дарява 4000 заглавия на кмета на община Смолян. Сред специалните гости на панаира са 200 възпитаници от Дома за отглеждане и възпитание на деца, лишени от родителска грижа в гр. Трън, които получават подаръци книги. На откриването на книжния форум присъстват рекорден брой държавници. Сред гостите са председателят на Народното събрание Георги Пирински, министър-председателят Сергей Станишев, министърът на културата Стефан Данаилов, министърът на образованието и науката Даниел Вълчев и др.
2006 г.
По отношение на културната програма националните панаири не отстъпват на международните. Провеждат се десетки дискусии, срещи с автори, литературни четения и премиери. На Коледния панаир през 2006 г. Българската национална телевизия е съорганизатор на дискусионен форум „Бялото канапе“, който е излъчен като филм. Изданието преминава под знака на 200-годишнината от издаването на „Неделник“ на Софроний Врачански. Между Министерството на културата, Министерството на образованието и науката, Асоциация „Българска книга“ и български медии е подписан меморандум „За съгласувана информационна политика за популяризирането на българската книга и четенето и за съвместни действия за утвърждаване на принципите за правата на детето за достъп до творчески и културни блага“.
2007 г.
Международният панаир на книгата през 2007 г. се провежда от 5 до 9 декември. Участие вземат над 150 родни и чужди издателства от Франция, Русия, Гърция, Испания, Сърбия, Молдова, Иран и др. Една от атракциите е щандът на Столичната библиотека, на който всеки посетител само срещу снимка получава безплатна читателска карта за цяла година. Сред почетните гости е Йонас Модиг, председател на Федерацията на европейските книгоиздатели.
2008 г.
През 2008 г. е едно от силните издания на Международния панаир на книгата в София. Организатор е АБК, партньори са НДК и Столичната община. XXVII книжен форум преминава под знака на Русия и е съпътстван с богата културна програма и атракции. За първи път в България са показани най-малките отпечатани томчета в света, две от които са включени в Книгата за рекордите на Гинес. На специална витрина в центъра на руската експозиция е факсимиле от римското издание от 1651 г. на „Българските молитви“ (от фондовете на Руската държавна библиотека). В стъклена витрина е и руската биография „С. П. Корольов“, летяла в Космоса. Представени са луксозни издания за ценители и най-скъпата книга на панаира.
2009 г.
На XXVIII издание на Международния панаир на книгата, състояло се от 2 до 6 декември 2009 г., е предвидено почетен гост да бъде Сърбия. По този повод в България пристига делегация от европейската мрежа за литература „Традуки“, която включва Албания, Босна и Херцеговина, България, Германия, Косово, Хърватия, Македония, Черна гора. Сърбия се отказва в последния момент поради недостиг на финансови средства.
2010 г.
На следващия Международен панаир на книгата през 2010 г. за първи път участва Норвегия. На официалното откриване присъстват посланиците на Норвегия и Аржентина, заместник-министърът на културата, заместник-кметът на Софийска община, председателят на Комисията по образование към Народното събрание. По време на панаира е подписан Меморандум за участието в следващия международен панаир през 2011 г. на Република Франция като фокусна държава. Броят на съпътстващите културните прояви в програмата надминава този от предишните години – над 80 са предвидените събития.
2011 г.
През 2011 г. Международният панаир на книгата се провежда от 6 до 11 декември. Почетен гост е Франция, а форумът е тържествено открит от принцесата на Нидерландия – Лаурентин ван Орание, съпругата на принц Константин. Тя идва също и да представи детската си книжка „Мистър Фини“ пред българските читатели. Сред гостуващите държави са Норвегия, САЩ, Китай, Испания, Германия. Албания, Македония, Черна гора, Австрия, Румъния, Швейцария, Сърбия, Словения и Хърватия са представени от „Традуки“. Приветствия поднасят тримата посланици Джеймс Уорлик (САЩ), Филип Отие (Франция) и Тове Скарстейн (Норвегия).
2012 г.
Почетен гост на Международния панаир на книгата  4 до 9 декември 2012 г. е Унгария. По този повод в България пристига вицепремиерът на Република Унгария г-н Тибор Наврачич. Заедно със столичния кмет Йорданка Фандъкова и министъра на образованието, младежта и науката Сергей Игнатов той открива панаира. В това издание се включват над 140 български и чуждестранни издатели, а за наградата „Бронзов лъв“ на Асоциация „Българска книга“ се надпреварват рекорден брой заглавия.
2013 г.
От 10 до 15 декември 2013 г. се провежда 41-вият Софийски международен панаир на книгата. На площ от над 1280 кв. м се представят над 200 български и чуждестранни издателства (от Норвегия, Финландия, Швеция, Чехия, Унгария, Иран и Китай). Книжното многообразието се събира и представя на три сцени и четири етажа в Националния дворец на културата. Почетен гост на панаира е град Москва. Централното фоайе на НДК е превърнато в  място за най-разнообразни събития  – кръгли маси, срещи с автограф, презентации на книги, прожекции на най-нови детски анимационни филми, видео лекции по руска литература, майсторски клас по писане на приказки, конкурс за детски илюстрации и много други..
В рамките на Софийския международен панаир през 2013 г. се провежда и първият Софийски международен литературен фестивал. Идеята на Фестивала е той да се провежда ежегодно и да се превърне в най-представителния литературен форум в България, събиращ автори от всички страни. Всяка година международното участие в събитието има различен регионален акцент. За първото издание на фокус са Балканите. Мраморно фоайе в Националния дворец на културата е превърнато в  литературна сцена  за писатели, преводачи, читатели от 8 балкански държави – България, Румъния, Сърбия, Босна и Херцеговина, Словения, Хърватия, Македония, Гърция. Специално за фестивала в София пристигат Михайло Пантич (Сърбия), Анте Томич (Хърватско), Дан Лунгу (Румъния), Владимир Арсениевич (Сърбия), Алеш Дебеляк (Словения), Ненад Величкович (Босна и Херцеговина), Гоце Смилевски (Македония), Димитрис Нолас (Гърция). За участие във фестивала идват и живеещите в чужбина български писатели Захари Карабашлиев, Мирослав Пенков, Капка Касабова.
2014 г.
На фокус през 2014 година е литературата от Скандинавския север. Дания, Норвегия, Финландия, Швеция и Исландия представиха едни от водещите фигури в литературния живот на Севера. Предварителната програма стартира от 25 ноември, а основната беше от 9 до 14 декември в рамките на Панаира на книгата. Белите нощи раждат черен хумор (както гласи едно мото от рекламната кампания на фестивала), но раждат и специфичен авторски почерк, който с хладен блясък привлече многобройна публика. С богата жанрова програма събитието увлече големи и малки да почетат Севера. Отбелязването на 100-годишнината от рождението на Туве Янсон обедини различните възрастови групи посетители.
2015 г.
Литературният фестивал през 2015 г. представи над 50 писатели и поети от България, Испания, Португалия, с което броят на участниците надхвърли 150. В предварителната и основната програма бяха включени разговори с автори,  илюстратори, разнообразна детска програма, дискусии, музика, кино и изложби. За първи път бе проведен конкурс за млади автори под надслов „Дуенде, безпокойство, кеф“, а в електронното издание на Фестивала се публикуваха близо 50 избрани конкурсни произведения.
Новост през 2015 г. беше включването на драматургията във фестивалната програма. Начало постави един от най-известните европейски автори – Жорди Галсеран.
2016 г.
Литературният фестивал се проведе от 13 до 18 декември 2016 г. Основната сцена на фестивала беше Мраморно фоайе на НДК. Имаше събития в Литературен клуб „Перото“ и в „ДНК – пространство за съвременен танц и пърформанс“. Учатваха над 60 писатели, сред които – Дубравка Угрешич, Хърватия; Йосип Ости, Словения; Теофано Калояни, Гърция; Уил Бъкингам, Великобритания; Илия Троянов, Германия; Хасан Бласим, Ирак/Финландия; Адам Загаевски, Полша; Нермин Йълдъръм, Айтюл Акал, Есмахан Айкол, Турция.
2017 г.
Петото издание на Софийския международен литературен фестивал се проведе в периода 12 – 17.12.2017 г. в Национален дворец на културата). Фокусът на събитието бе съвременната литература на страните от Вишеградската четворка. В програмата му гостуваха 11 писатели – от Чехия: Михал Айваз, Ива Прохазкова, Милош Урбан; от Унгария: Виктор Хорват, Ласло Мартон, Дьорд Драгоман; от Полша: Кая Малановска и Кшищов Варга; от Словакия: Михал Хворецки, Яна Беньова, Петер Били. Над 60 писатели от България домакинстваха срещите – разговори и заедно със своите колеги от чужбина дискутираха важни обществени теми. Сред участниците от страната ни бяха: Ани Илков, Владимир Зарев, Владимир Левчев, Ангел Игов, Захари Карабашлиев, Момчил Николов, Милен Русков, Владимир Полеганов, Елица Георгиева, Петър Крумов, Иван Димитров, Кристин Димитрова, Оля Стоянова и др.